# 오현민 (축구 선수)
오현민(1996년 4월 23일 ~ ) 은 대한민국의 전직 축구선수이다. 현역 시절 포지션은 미드필더였다.

## 클럽 경력
오현민은 2019시즌을 앞두고 이천시민축구단에 입단하면서 커리어를 시작했다.
2020시즌을 앞두고 양주시민축구단으로 이적했다.
2021시즌을 앞두고 K리그2의 안산 그리너스로 이적했다.
2021시즌 종료 이후 현역 은퇴를 선언했다.